# Contea di Gates
La contea di Gates, in inglese Gates County, è una contea dello Stato della Carolina del Nord, negli Stati Uniti. La popolazione al censimento del 2000 era di 10 516 abitanti. Il capoluogo di contea è Gatesville.

## Storia
La contea di Gates fu costituita nel 1779.